# Адрієн Рене Франше
Адрієн Рене Франше (фр. Adrien René Franchet, 1834–1900) — французький ботанік-систематик XIX століття.
Франше зробив великий внесок у систематику рослин Далекого Сходу. Він ретельно дослідив і описав колекції рослин, зібрані французькими місіонерами та колекціонерами рослин Арманом Давидом, Жан-Марі Делаве, Полем Фаржем та іншими.
Франше вивчав також флору «малої батьківщини» — французького департаменту Луар і Шер, мису Горн, французької колонії Конго.
Адрієн Франше провів майже всю обробку обширних ботанічних колекцій та гербарію Давида, результати обробки викладені ним у двох томах праці лат. «Plantae davidianae ex sinarum imperio» (Рослини Давида Китайської імперії, 1884–1888). У першому томі описано 1175 видів рослин Монголії та північного і центрального Китаю, причому 84 види виявилися новими для ботаніків, у другому — 402 видів рослин, зібраних Давидом у східному Тибеті, і серед них — 163 нових, раніше невідомих науці.
Франше ввів у науку безліч нових родів рослин, серед них такі нині відомі, як Номохарис (Nomocharis) (1889) родини Лілійні (Liliaceae) та Фаргезія (Fargesia) (1893) родини Злаки (Poaceae).
на честь Франше ботаніками були названі три роди рослин — Franchetella Pierre (1890) родини Сапотові (Sapotaceae), ще одна Franchetella Kuntze (1891), цього разу родини Зонтичні (Apiaceae), та Franchetia Baill. (1885) родини Маренові (Rubiaceae). Ці назви не залишилися в науковому середовищі, і сьогодні ці рослини називаються — перша Путерія (Pouteria), друга Гетероморфа (Heteromorpha), третя Бреонія (Breonia)

## Основні публікації
- Enumeratio plantarum in Japonia sponte crescentium hucusque rite cognitarum, adjectis descriptionibus specierum pro regione novarum, quibus accedit determinatio herbarum in libris japonicis So Mokou Zoussetz xylographice delineatarum : deux volumes. — Paris : F. Savy, 1875—1879.(лат.) — у співавторстві із Полем Саватьє (фр. Paul Amedée Ludovic Savatier, 1830–1891)
- Mission G. Révoil aux pays Çomalis. Faune et flore. — Paris : J. Tremblay, 1882.(фр.)
- Plantae davidianae ex sinarum imperio : deux volumes. — Paris : G. Masson, 1884—1888.(лат.)
- Flore de Loir-et-Cher, comprenant la description, les tableaux synoptiques et la distribution géographique des plantes vasculaires qui croissent spontanément ou qui sont généralement cultivées dans le Perche, la Beauce et la Sologne, avec un vocabulaire des termes de botanique. — Blois : E. Constant, 1885.(фр.)
- La partie intitulée Phanérogamie dans la Mission scientifique du cap Horn, 1882—1883. — Paris : Ministères de la Marine et de l'Instruction publique, 1889. — Т. V. Botanique.(фр.)
- Contributions à la flore du Congo français. Famille des graminées. — Autun : Imprimerie de Dejussieu père et fils, 1896.(фр.)